# Erich Melcher
Erich Melcher (* 27. Januar 1892 in Tschernitz, Kreis Sorau; † 1944) war ein kommunistischer Politiker und Gewerkschafter.

## Leben
Melcher absolvierte eine Schlosserlehre und begab sich anschließend daran auf die Wanderschaft durch mehrere europäische Staaten. 1910 trat er in Hamburg der SPD bei und war in der Arbeitersportbewegung aktiv. 1912 zum Militärdienst eingezogen, war er während des Ersten Weltkrieges Unteroffizier und wurde mehrfach verwundet. Auf Grund seiner Verletzungen wurde Melcher 1917 zunächst nach Stuttgart, dann nach Böblingen in die Rüstungsindustrie abkommandiert; in diesem Zeitraum schloss er sich der USPD und der Spartakusgruppe an. Melcher war während der Novemberrevolution Vorsitzender des Arbeiter- und Soldatenrates in Böblingen, zählte Anfang 1919 zu den Mitbegründern der KPD in Württemberg und wurde 1919 bis zu seinem Ausschluss 1921 Vorsitzender des Deutschen Metallarbeiter-Verbandes (DMV) in Stuttgart.

## Wirken
Nach einem kurzen Aufenthalt in Moskau arbeitete er in der zentralen Gewerkschaftsabteilung der KPD und war dort für Metallindustrie zuständig, weiterhin leitete er die Gewerkschaftsarbeit der KPD im Parteibezirk Berlin-Brandenburg und war 1923 gemeinsam mit Ottomar Geschke Leiter der Abteilung Verkehr, deren Aufgabe die Aufstandsvorbereitung war; ab Anfang Oktober 1923 war er darüber hinaus Mitglied der Revkom genannten zentralen Aufstandsleitung der KPD. Nach dem gescheiterten Hamburger Aufstand im Oktober 1923 floh Melcher zunächst nach Moskau und wurde bei seiner Rückkehr nach Deutschland im Juli 1924 verhaftet und im Dezember 1925 zu vier Jahren Zuchthaus verurteilt, aber schon im August 1926 amnestiert. Melcher, der Anhänger des „rechten“ Parteiflügels um Heinrich Brandler und August Thalheimer war, übernahm Anfang 1927 die Leitung des Parteibezirks Ostsachsen.
Im Zuge der erneuten „ultralinken Wende“ der KPD unter der Führung von Ernst Thälmann und Heinz Neumann wurde Melcher im April 1928 von allen Parteifunktionen unter dem von ihm selbst bestrittenen Vorwurf von „Verbindungen mit der SPD“ enthoben, Ende des Jahres wurde er aus der Partei ausgeschlossen. Er zählte nun zu den Mitbegründern der KPO, bekleidete hier leitende Funktionen und wechselte im Frühjahr 1932 mit der KPO-Minderheit um Paul Frölich und Jacob Walcher zur SAPD, für die er in diesem Jahr auch (erfolglos) für den Reichstag kandidierte.
Nach der Machtübernahme durch die NSDAP 1933 war Melcher zunächst in der Illegalität im Widerstand aktiv, wurde aber 1934 verhaftet und zu 27 Monaten Haft verurteilt. Kurze Zeit nach der Verbüßung der Haftstrafe 1937 wurde er erneut verhaftet und ins KZ Buchenwald verschleppt, von einigen dort ebenfalls inhaftierten KPD-Mitgliedern wurde er als „Parteifeind“ ausgegrenzt. In Buchenwald gehörte er gemeinsam mit Fritz Ohlhof einer Gruppe von SAPD-Mitgliedern an, die eng mit den dort inhaftierten Trotzkisten kooperierte. Am 21. Januar 1944 wurde Melcher nach Majdanek überführt, im Juli 1944 wurde er auf einen Todesmarsch nach Auschwitz geschickt, den er nur knapp überlebte. Schließlich wurde er am 8. November 1944 in die SS-Sondereinheit Dirlewanger gesteckt; seine letzte Nachricht kommt aus der Nähe von Budapest, dort ist er wohl auch umgekommen.
Am 1. Oktober 1951 wurde er für tot erklärt.